# الحرب في التاريخ (سلسلة كتب)
الحرب في التاريخ (Krieg in der Geschichte، KRiG) هي سلسلة كتب ألمانية غير روائية تأسست عام 1999. تم نشره بواسطة Verlag Ferdinand Schöningh، وهو يركز على أحدث الأبحاث في التاريخ العسكري. من بين المحررين المؤرخين Stig Förster من جامعة برن، Bernhard R. Kroener من جامعة بوتسدام وبيرند فيجنر من جامعة هيلموت شميدت وMichael Werner من مدرسة الدراسات العليا في العلوم الاجتماعية.

## مفهوم
تشمل سلسلة الحرب في التاريخ مجموعات من المقالات أو الدراسات الفردية، معظمها باللغة الألمانية (أحيانًا باللغة الإنجليزية). تمت كتابة العديد من الأعمال كأطروحات في الجامعات الألمانية أو منشآت البحث، مثل مركز التاريخ العسكري والعلوم الاجتماعية في البوندسوير. غالبًا ما يستكشف المنشور في السلسلة العلاقة بين الحرب والسلام، فضلاً عن الوسائل العسكرية والسياسية. وفقًا لمحرري هذه السلسلة، لا يمكن إجراء التحقيقات في تاريخ الحرب "لاعتبارات عسكرية" فقط. وبدلاً من ذلك، ينبغي أن يؤخذ في الاعتبار التنوع التاريخي بين السياسة الخارجية والمحلية وكذلك المجتمع والاقتصاد والتكنولوجيا.

## منشورات مختارة
- - Rüdiger Overmans (محرر): في يد العدو. الأسر في الحرب من العصور القديمة إلى الحرب العالمية الثانية. Böhlau، كولون وغيرها، 1999.
  - توماس كوهن، بنيامين زيمان (محرران): هل كان الأمر كذلك؟ (الحرب في التاريخ، المجلد 6). شونينغ، بادربورن وغيرها، 2000.
  - كارين هاجيمان، ستيفاني شولر سبرينغوروم (محرران): هيمات - الجبهة. العلاقات العسكرية والجنسية في عصر الحروب العالمية (السلسلة: التاريخ والجنس، المجلد 35). الحرم الجامعي، فرانكفورت أم ماين وغيرها، 2001.
  - غيتر كورننبتر، ماركوس بويلمان، ديرك والتر (محررون): الاستحواذ. وظيفة وشكل السيطرة العسكرية الأجنبية من العصور القديمة إلى القرن العشرين. (الحرب في التاريخ، المجلد 28). شونينغ، بادربورن، 2006.
  - سونيكي نيتزل، دانيال هوراث (محرران): فظائع الحرب. إزالة الحدود عن العنف في الصراعات المسلحة من العصور الوسطى إلى القرن العشرين. (الحرب في التاريخ، المجلد 40). شونينغ، بادربورن، 2008.
  - ماركوس بولمان، أولريك لودفيج، جون زيمرمان (محرران): الشرف والوفاء بوصفهما رمزين للفضائل العسكرية. (الحرب في التاريخ، المجلد 69). شونينغ، بادربورن، 2014.
  - جنس ويستيميير: جندي هيملر. جوشيم بايبر و Waffen-SS في الحرب وفترة ما بعد الحرب (الحرب في التاريخ، المجلد 71). 2014، ISBN 978-3-506-77241-1.

## روابط خارجية
- نصوص عن الحرب في التاريخ (سلسلة كتب) في فهرس مكتبة ألمانيا الوطنية
- Krieg in der Geschichte on the Verlag Ferdinand Schöningh web site